# Корнилов, Виталий Фёдорович
Виталий Фёдорович Корнилов (31.07.1935, Уфа — 25.09.1997, Новоуральск) — директор Уральского электрохимического комбината, лауреат Государственной премии РФ (1997).

## Биография
После окончания физтеха Уральского политехнического института (1959) получил направление на комбинат № 813 (будущий УЭКХ). В 1959 −1978 гг. техник-технолог, инженер-экспериментатор опытного цеха, инженер наладочного бюро, зам. начальника производства, начальник технологического цеха, в 1978—1979 директор технологического завода ГТЗ-2, в 1979—1987 главный инженер.
С 1987 директор УЭХК (Уральского электрохимического комбината).
Лауреат Государственной премии Российской Федерации (1997). Почётный гражданин Новоуральска.
Награждён орденами Трудового Красного Знамени, «Знак Почета», Почёта, орденом Преподобного Сергия Радонежского, медалями «За трудовое отличие», «За доблестный труд. В ознаменование 100-летия со дня рождения В. И. Ленина».
Скончался 25 сентября 1997 года. Похоронен на Новом кладбище посёлка Верх-Нейвинского.